# RAP Amsterdam
El RAP fue un equipo de fútbol de los Países Bajos que alguna vez jugó en el Campeonato de los Países Bajos, la desaparecida primera división de fútbol en el país.

## Historia
Fue fundado el 14 de noviembre de 1887 en la ciudad de Ámsterdam por los integrantes de los equipos de críquet RUN, Amstels y Progress, los cuales bautizaron al club con las iniciales de estos equipos.
Fue uno de los equipos fundadores de Campeonato de los Países Bajos, el primer torneo de fútbol organizado en los Países Bajos y fue su primer club campeón de manera oficial, y en la temporada de 1898/99 se convirtió en el primer equipo de los Países Bajos que gana la liga y la copa en una misma temporada. El club se mantuvo en la máxima categoría hasta que descendió en la temporada de 1904/05.
El club se mantuvo en la segunda categoría hasta que el 23 de julio de 1914 el club decide fusionarse con el VRC para crear al VRA Amsterdam, club que estuvo en fútbol por algunos años pero que cambió su deporte para ser un equipo de críquet.

## Palmarés
- Netherlands Football League Championship: 5

1891–92, 1893–94, 1896–97, 1897–98, 1898–99
- De Telegraaf Cup: 1

1898–99